# Chaunoproctus orbiculatus
Chaunoproctus orbiculatus är en kvalsterart som beskrevs av Wen och Zhao 1994. Chaunoproctus orbiculatus ingår i släktet Chaunoproctus och familjen Caloppiidae. Inga underarter finns listade i Catalogue of Life.